# آيت سليلو صاغرو (انقوب)
آيت سليلو صاغرو هي إحدى مشيخات المملكة المغربية، تتبع جغرافيا لإقليم زاكورة وإداريًا لانقوب. يقدر عدد سكانها بـ 2882 نسمة حسب الإحصاء الرسمي للسكان والسكنى لسنة 2004.